# ふたば (男性デュオ)
「ふたば」は日本の男性アコースティックデュオ。東京都国分寺市出身。2012年8月「ふたば」結成。以降路上ライブを中心に活動開始。
　5年半の活動を経て、2018年に解散。

## メンバー
- 藤川僚馬（ふじかわりょうま / リーダー / 1993年4月25日）

　　メインボーカル、ギター、タンバリン

- 岡部慧斗（おかべけいと / サブリーダー / 1993年10月21日）

　　コーラスボーカル、ギター、ハーモニカ、タンバリン、カズー

## 来歴
- 2012年8月  「ふたば」結成
- 2012年10月　立川駅での初路上ライブで80人を超える観客に囲まれる。初の自主制作CD 300枚が1ヶ月で配布終了
- 2013年　　　東京都国分寺市公式キャラクター「ぶんじほたる ホッチ」（タツノコプロ監修）の公式イメージソングを手がける
- 2013年1月　 2枚目のCD『Nature Made』を発売。1000枚を3ヶ月で完売
- 2013年3月　 路上ライブは回数を増すごとに客足が増え階段や道を埋め尽くすほどの人が集まり路上ライブを中止
- 2013年3月　「FNS音楽祭」などの音楽総監督を担う音楽プロデューサー武部聡志のラジオ番組「MusicMaster」（interFM）にて楽曲が取り上げられる
- 2013年6月　 J:COM東京「いまどこ!?イレブン」特別ゲスト出演
- 2013年7月　 国分寺市内の小中学校全11校の朝礼で公式キャラクター「ホッチ」と共に学校ライブツアーを行なう
- 2013年8月　 有線放送「野村義男のフレッシュミュージシャン」にてオススメアーティストとしてふたばが取り上げられる
- 2013年10月　日本最大インディーズ音楽配信サイトmuzieにて楽曲「パノラマ」がpick up musicとして数十万曲の中から大抜選
- 2013年11月　東京ドイツ村で単独ライブを行なう。300人を動員
- 2013年12月　初のワンマンライブを行なう、チケットを発売開始わずかでSOLD OUTにさせる
- 2014年1月　 interFM「Midnight Colosseum」で注目の新人アーティストとしてふたばの特集が組まれ首都圏に楽曲がオンエアされる
- 2014年1月　 国分寺市成人式にて新成人代表として演奏を行なう
- 2014年1月　 J:COM東京「ジモトピ」にてライブ映像、ゲストインタビューがオンエアされる
- 2014年3月　 結成当初から温めてきた楽曲をもとにオリジナルアルバム『Life』をリリース
- 2014年4月　 発売わずかでSOLD OUTとなったワンマンライブを波切りに関東近郊13会場にてインストアライブツアーを行なう
- 2014年5月　 読売新聞「ほのぼの@タウン」コーナーで注目アーティストとして特集記事が組まれる
- 2014年7月　 ラジオ日本 AM1422kHz『ハードワーカーズ』にてピックアップミュージシャンとして特集が組まれる
- 2014年10月　秋冬フリーライブツアー開催
- 2015年1月　 全国31局で放送中の音楽番組「music B.B.」にて今後期待のアーティストとして紹介
- 2015年3月　 初のシングルとなる『手紙』をリリース。同時に国分寺Give Heartsにて『ニューシングル発売記念ライブ～手紙～』で、

初の昼夜2公演を行う
- 2015年9月　 所沢航空記念公園野外ステージにて行われたフェス「FUN! FAN!! FUN!!!」に参加
- 2015年10月　所沢航空記念公園野外ステージにて行われた「EGGTUBE MUSIC FESTIVAL 2015」に参加。同フェスでは司会も務める
- 2015年10月　東京タワー大展望台Club333にてライブを行う。この模様は「東京タワーTV on Sat」にて全国へUstream配信される
- 2015年12月　地元国分寺Give Heartsにてクリスマスワンマンライブを行う
- 2016年1月　 2016年1月〜12月の計12回、国分寺Give Heartsにてマンスリーワンマンライブ開催予定。同時にワンマンライブ会場限定販売CD『刹那〜Acoustic ver.〜』リリース
- 2016年2月　 北参道放送局にてふたばのインターネットTV番組『ふたバラエティ』放送開始
- 2016年4月　 ニューアルバム『アイコトバ』発売記念ワンマンライブを国分寺Give Heartsにて開催
- 2016年7月　 国分寺Give Heartsにて開催されるマンスリーワンマンライブにてシングル『ひとのあいだ』リリース
- 2016年8月　 周年イベントの第1弾として「4周年記念ワンマンライブ～石の上にも四年～」を国分寺Give Heartsにて開催。昼・夜公演にて、自身のオリジナルソング32曲を披露。この日は初のバンドメンバー（ピアノ・ボイスパーカッション）を迎え、大成功に収める
- 2016年8月　 周年イベントの第2弾として「4周年記念ワンマンライブ～原点回帰～」を国分寺Give Heartsにて開催。ステージを客席に移し、生音・観客と同じ目線で演奏を行う
- 2016年9月　 アーティスト展「とこまちコンサート2016」に参加
- 2016年9月　 所沢航空記念公園野外ステージにて行われたフェス「FUN! FAN!! FUN!!!2016〜え、俺らの夏まだ終わってないんですけどフェス、略して夏フェス〜」に参加予定。同日より、両A面シングル『オリオン / 打ち上げ花火』発売
- 2016年12月　調布FMにて放送中の番組『ゆうがた５』内で、毎週月曜日のインディーズPUSH×2のコーナーで12月の特集アーティストとして取り上げられる
- 2016年12月  12か月連続昼・夜ワンマン（全24公演）を休むことなく大成功させる
- 2016年12月　年納めワンマンライブを国分寺Give Heartsにて生音で行う
- 2017年3月　 日本最大フィッシングチェーン「タックルベリー」全国212店舗の店内放送にて楽曲『アイコトバ』が一ヶ月間オンエアされる
- 2017年6～8月ホールワンマンライブ ~A to Z~ へ向けてのカウントダウン企画を開催 「~A to W~」「A to X~」「~A to Y~」

- 2018年に解散

## ディスコグラフィー
- 『No Title』（2012年10月26日）　（300枚限定生産 生産終了）

　1.夏の日に

　2.声

　3.桜道

　4.ターミナル

- 『Nature Made』（2013年1月22日）　（1000枚限定生産 生産終了）

　1.パノラマ

　2.トライアングル

　3.夏の日に（Remix ver.）

- 『Life』（2014年3月15日）　＊完売

　01.パノラマ

　02.恋ケ窪

　03.青い春

　04.ターミナル

　05.夏の日に

　06.トライアングル

　07.刹那

　08.TSUNAGU

　09.CHANGE!!!

　10.声

　11.一番星

　12.桜道

- 『手紙』（2015年3月21日発売）　＊完売

　01.手紙

　02.Period.

　03.One day

　04.パノラマ（Orchestra ver.）

- 『刹那～Acoustic ver.～』（2016年1月10日） ＊マンスリーワンマンライブ会場限定販売CD→現在はライブ会場で販売

　01.刹那～Acoustic ver.～

　02.刹那～Acoustic ver.～instrument

- 『アイコトバ』（2016年4月2日）

　01.ホウキ雲

　02.10月のオレンジ

　03.小さな詩

　04.アイコトバ

　05.日常エフェクト

　06.春に咲いた涙

　07.あなたへ

　08.友達へ贈る歌

　09.おかえり

　10.恋ヶ窪（Remix ver.）

- 『ひとのあいだ』（2016年7月10日）

　01. ひとのあいだ

　02. ひとのあいだ（~acoustic ver.~）

　03. ひとのあいだ（~instrumental~）

- 両A面シングル『オリオン / 打ち上げ花火』（2016年9月22日）

　01. オリオン

　02. 打ち上げ花火

　03. オリオン(instrument)

　04. 打ち上げ花火(instrument))

- シングル『君に会いに行く』（2017年5月4日）

　01. 君に会いに行く

　02. Go,Hello!

　03. 贈り物

　04. 君に会いに行く（~Acoustic ver.~）

## 未収録曲
- 掌
- 遥か
- ホッチのひかり
- フレンズ
- 3月の空
- 彼方
- 雨唄
- Your song
- プロローグ
- 輝け
- ひだまりの日々
- 36℃
- ニジノカケラ